# Мэтью, Уильям Диллер
Уильям Дилер Мэтью (или Мэттью; англ. William Diller Matthew; 19 февраля 1871 — 24 сентября 1930, Беркли) — канадский и американский учёный-геолог, палеонтолог, биогеограф, куратор Американского музея естественной истории, профессор Калифорнийского университета в Беркли, известный популяризатор науки. Специалист в области ископаемых позвоночных, главным образом млекопитающих. Другие работы связаны с минералогией, петрографией, ботаникой. Одна из публикаций посвящена трилобитам. Наконец, Мэтью известен как автор описания тетрацератопса — наиболее древнего известного терапсида (ранняя пермь). Член Лондонского королевского общества(1919).

## Биография
Уильям Мэтью родился в 1871 году в небольшом городе Сент-Джон на юге канадской провинции Нью-Брансуик. Отец — Джордж Ф. Мэтью (англ. George Frederick Matthew) — работник таможни и геолог-самоучка, свободное от работы время посвятил изучению геологии родного края. Он же привил своему старшему сыну Уильяму любовь к этой науке. Уильям в 1892 году получает степень бакалавра в Университете Нью-Брансвика, после чего в 1889 году решает продолжить учёбу в Колумбийском университете.
В университете базовыми предметами Мэтью становятся геология, минералогия и металлургия. В 1893 году курс по остеологии млекопитающих проводит профессор Генри Осборн, одновременно занимающий должность куратора отдела палеонтологии в Американском музее естественной истории. В 1894 году преподаватель отправляет способного студента в экспедицию в Северную Каролину, основной целью которой являются поиски вымерших млекопитающих. Исследуя угольную шахту, Мэтью обнаруживает останки скелета рутиодона — похожего на крокодила архозавра, жившего в позднем триасе. После получения диплома доктора философии в 1895 году он получает приглашение Осборна на работу в музей, где трудится вплоть до 1927 года, последовательно занимая должности:
- лаборанта (англ. assistant, 1895),
- ассистента куратора отдела позвоночных (англ. assistant curator of vertebrate paleontology, 1898),
- младшего куратора отдела позвоночных(англ. associate curator of vertebrate paleontology, 1902) и, наконец,
- куратора отдела позвоночных (англ. curator of vertebrate paleontology, 1911)[8].

В период работы в музее Мэтью совмещал административную и научную деятельность, опубликовав более 240 научных работ. В большинстве случаев эти работы относились к филогенезу млекопитающих (в частности, эволюции лошадей), основанных на коллекции Эдварда Копа и более поздних музейных приобретениях. Развивая идеи Альфреда Уоллеса об естественном отборе, предложил теорию (дисперсализм видов (англ. Biological dispersal)) об образовании и центре рассеивания новых форм позвоночных в климатически более сложных районах северного полушария на примере Центральной Азии. Согласно этой теории, наиболее ярко представленной в монографии «Климат и эволюция» (англ. Climate and evolution, 1915), острая борьба за выживание в условиях резкой смены температур и уменьшающихся источников пропитания приводила к волнообразному возникновению более продвинутых и выносливых видов, в то время как слабые и примитивные вытеснялись всё далее на юг — в Юго-Восточную Азию, Африку, Южную Америку и Австралию.
В 1927 году Мэтью оставил должность в Американском музее естественной истории — предположительно, вследствие разногласия с Осборном в вопросах эволюции и недостатком времени на научную деятельность в связи с реорганизацией отдела геологии). Он был принят на преподавательскую должность в Калифорнийский университет в Беркли, где успел подготовить несколько перспективных палеонтологов. Спустя 3 года в возрасте 59 лет учёный скончался.

## Основные работы
- Matthew, W. D. Mammalian Migrations between Europe and North America. // American Journal of Science. — 1908. — Т. 25, вып. 4th ser.. — С. 68—70.
- Matthew, W. D. Certain theoretical considerations affecting phylogeny and correlation. // Bulletin of the Geological Society of America. — 1913. — Т. 24, вып. 2. — С. 283—292.
- Matthew, W. D. Climate and evolution. // Annals of the New York Academy of Sciences. — 1915. — Т. 24, вып. 2. — С. 171—318. — doi:10.1111/j.1749-6632.1914.tb55346.x.
- [12]
- Matthew, W. D. Recent discoveries of fossil vertebrates in the West Indies and their bearing on the origin of the Antillean fauna. // Proceedings of the American Philosophical Society. — 1919. — Т. 58, вып. 3. — С. 161—181.
- Matthew, W. D. The Evolution of the Mammals in the Eocene. // Proceedings of the Zoological Society of London. — 1927. — Т. 97, № 4. — С. 947—985. — doi:10.1111/j.1469-7998.1927.tb07439.x.
- Matthew, W. D. The Dispersal of Land Animals. // Scientia (Bologna). — 1930. — Т. 48. — С. 33—42.